# Kościół ewangelicki w Wiączeminie Polskim
Kościół ewangelicki w Wiączeminie Polskim – dawna świątynia ewangelicka z 1935 w Wiączeminie Polskim znajdująca się na terenie Skansenu Osadnictwa Nadwiślańskiego.

## Historia

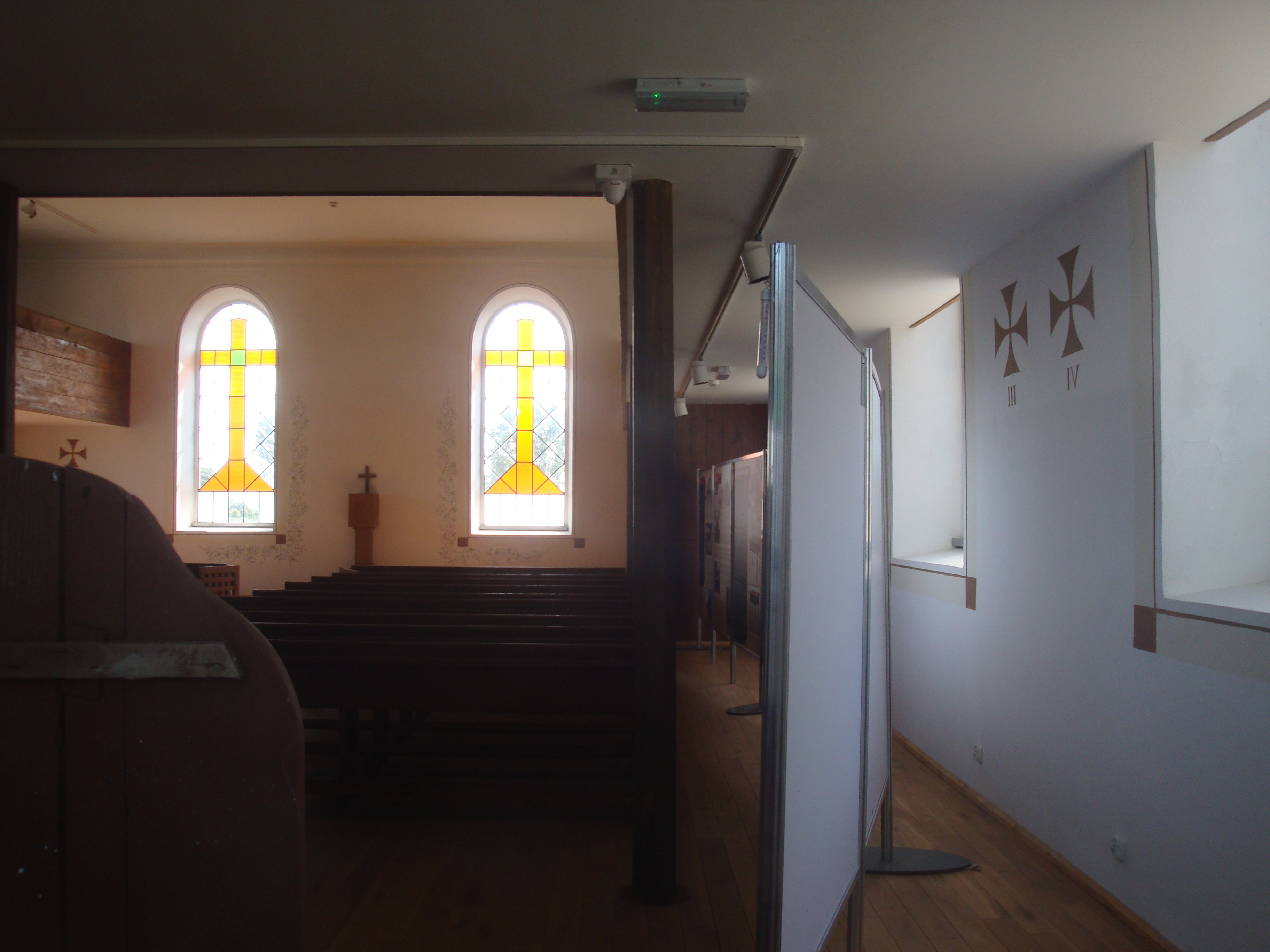
Wnętrze kościoła (2016)

Kościół został zbudowany w 1935 na terpie przez ludność protestancką pochodzenia olęderskiego, wywodzącą się z miejscowych luteran i mennonitów. Służył na potrzeby kultu ewangelickiego do końca II wojny światowej. Po wysiedleniu ewangelików z okolic Wiączemina świątynia została  przejęta przez katolików. W latach 90. XX w., kiedy opustoszały okoliczne wsie, Kościół katolicki zrezygnował z budynku. Stał się on własnością Kościoła Ewangelicko-Augsburskiego. W związku z planami utworzenia w Wiączeminie Skansenu Osadnictwa Nadwiślańskiego w 2013 świątynia została zakupiona na rzecz tej placówki muzealnej.

W 2015 zakończono renowację kościoła, sfinansowaną głównie ze środków Unii Europejskiej. Obiekt jest wykorzystywany jako obiekt muzealny, miejsce spotkań oraz nabożeństw ekumenicznych.
Na terenie skansenu w Wiączeminie znajduje się dawny cmentarz ewangelicki.